# Toeti Heraty
Toeti Heraty (Toeti Heraty Noerhadi-Roosseno), née le 27 novembre 1933 et morte le 13 juin 2021, est une poétesse indonésienne.

## Biographie
Toeti Heraty est née à Bandung, dans la province de Java occidental le 27 novembre 1933. Son père est un expert en ingénierie bien connu, qui a été également ministre du premier président de la République d’Indonésie, Soekarno. Ses frères et sœurs travaillent tous dans des domaines scientifiques, de sciences dites dures,. Dans la tradition familiale, elle fait dans un premier temps des études de médecine à l’ université d'Indonésie de 1951 à 1955. Puis elle choisit de s’orienter vers la psychologie en 1962 et rédige une thèse de master sur Simone de Beauvoir. À l'université de Leyde, elle obtient un diplôme en philosophie et rédige une thèse sur le Moi/Ego dans la culture. Elle rencontre son futur mari, le biologiste indonésien Eddy Noerhadi, pendant son séjour aux Pays-Bas. Ils se marient en 1958. De retour en Indonésie, elle s’installe à Jakarta et se consacre à l’écriture de poésie, tout en poursuivant ses études. Son premier recueil, Sajak-Sajak 33, est publié en 1974 et est bien accueilli. Elle contribue également à des revues culturelles et littéraires d'Indonésie. Elle termine son doctorat en philosophie à l'université d'Indonésie en 1979,.
Elle s’implique dans le monde académique. Elle enseigne à la Faculté de psychologie de l'université Padjadjaran. Elle cofonde le département de philosophie de la Faculté des Lettres de l'université d'Indonésie et y est chargée de cours, et du programme post-doctoral. Elle s’est investie également dans le domaine artistique, au sein du Jakarta Institute of the Arts', et par une galerie d’arts.
Sa poésie a été décrite comme associant une « ambiguïté volontairement cultivée » à une « imagerie souvent imprévue, de pure association », et une grande liberté formelle. Mais c'est peut-être son utilisation efficace de l'ironie pour souligner la position défavorable des femmes dans une société patriarcale qui distingue sa poésie de celle de ses pairs,.
Un de ses poèmes est consacré à la figure de Calon Arang. Le poème présente l'image de cette femme qui s'oppose à la société répressive et patriarcale, et qui est perçue comme une sorcière, l’archétype d’une femme dangereuse,.Elle a beaucoup écrit sur des questions importantes pour les femmes. Elle est également la fondatrice de Jurnal Perempuan, un magazine féministe.